# أبيل 2065
عنقود كرونا بورليس (الأكليل الشمالي) أو Abell 2065، هو أغنى عنقود مجري في العنقود العملاق كرونا بورليس Corona Borealis Supercluster والذي يقع في برج الإكليل الشمالي، ويحتوي على قرابة 400 مجرة غير لامعة وذلك لبعدها الهائل عنا، فهو يبعد حوالي 960 مليون سنة ضوئية عنا.
الكثير من مجرات هذا العنقود لم تصنف بدقة، لذا فمن المحتمل أن يكون بعض التصنيفات التي استعملت خاطئة، بالرغم من ذلك فمن الواضح من الدراسات أنه عنقود يحتوي على أنواع مختلفة من المجرات.
وترجع شهرة هذا العنقود بشكل رئيسي حيث أنه كان أحد العناقيد الذي استعان به كلا من ميلتون هامسون وإدوين هابل في الثلاثينات لإثبات توسع الكون.
ويعود اكتشاف هذا العنقود كوكبة إلى إدوين هابل خلال الثلاثينات من القرن الماضي. وفي عام 1936 قام ميلتن هامسون بقياس الانزياح الاحمر لإحدى مجرات العنقود وهي مجرة PGC 54876 كجزء من مشروع إثبات أن سرعة ابتعاد المجرات في الكون نسبية إلى بعدها عنا، وكان هذا دليلا قويا على توسع الكون.